# Selwyn Lloyd
John Selwyn Brooke Lloyd, Baron Selwyn-Lloyd CH PC CBE TD (n. 28 de julio de 1904 - f. 18 de mayo de 1978), más conocido como Selwyn Lloyd, fue un político inglés del  Partido Conservador que sirvió como Secretario de Relaciones Exteriores entre 1955 y 1960, y luego como Ministro de Hacienda hasta 1962. Fue Presidente de la Cámara de los Comunes entre 1971 y 1976.

## Antecedentes y primeros años
Lloyd fue educado en Fettes College y Magdalene College, donde fue presidente de la Cambridge Union Society y el club Cambridge University Liberal. Fue Parlamentario Liberal, candidato de Macclesfield en las Elecciones generales del Reino Unido de 1929, quedando tercero.

### Servicio en el Gobierno Local
Sirvió como Consejero en el Consejo del Distrito Urbano de Hoylake entre 1932 y 1940.

### Servicio en la Segunda Guerra Mundial
Durante la Segunda Guerra Mundial alcanzó el rango de brigadier y fue Diputado en Jefe de la Segunda Armada Británica.

### Elección al Parlamento
Lloyd fue elegido a la Cámara de los Comunes para representar Wirral en las Elecciones generales del Reino Unido de 1929. Originalmente, fue miembro del Partido Liberal, para luego volverse parte de los "Young Turks", facción del Partido Conservador.

## Cargos Ministeriales

### Ministro de Relaciones Exteriores
Cuando los Conservadores regresaron al poder bajo el mando de Winston Churchill en 1951, Lloyd sirvió bajo el mando de Anthony Eden como Ministro de Estado de Relaciones Exteriores entre 1951 y 1954.

### Ministro de Oferta y Ministro de Defensa
Sirvió como Ministro de Oferta entre 1954 y 1955. Luego, en 1955, fue Ministro de Defensa.

### Ministro de Relaciones Exteriores
En 1955 se convirtió en Secretario de Relaciones Exteriores. Durante su mandato vio la Guerra del Sinaí, lo cual llevó a la caída del gobierno de Eden. Continuó en esta posición gubernamental bajo el gobierno de Harold Macmillan hasta 1960.

### Ministro de Hacienda
En 1960 fue nombrado como Ministro de Hacienda, cargo que ejerció hasta 1962.
Sin poder solucionar los problemas económicos británicos de comienzos de la década de 1960, enfocándose en la impopular medida "Pay Pause", siendo despedido durante el recambio de su Gabinete llamada "Noche de los Cuchillos Largos", regresando a ser un diputado sin cartera. Fue reemplazado por Reginald Maudling, para luego ser visto como un potencial líder del Partido Conservador, y cuya misión era para reactivar la economía antes de entrar en las elecciones generales programadas para finales de 1964.

### Lord del Sello Privado y Líder de la Cámara de los Comunes
En 1963 fue llamado de vuelta al Gobierno por Alec Douglas-Home, quien lo nombró Lord del Sello Privado y Líder de la Cámara de los Comunes hasta la derrota del Partido Conservador en la until the Conservative defeat in the Elecciones de 1964.

## Presidente de la Cámara de los Comunes
En 1971, luego que los Conservadores regresaran al poder, Lloyd se convirtió en Presidente de la Cámara de los Comunes. En un quiebre del protocolo, los partidos Liberal y Laborista se disputaorn su asiento en las elecciones de 1974, pero logró retenerlo y retener la posición hasta 1976.

## Nobleza
En 1976 obtuvo el cardo nobiliario de Baron Selwyn-Lloyd, de Wirral en el condado de Merseyside.

## Muerte y Legado
Lloyd falleció dos años después de dicho nombramiento. Una biografía suya fue publicada en 1989 por D. R. Thorpe.